# Кіяїцьке сільське поселення
Кіяї́цьке сільське поселення — муніципальне утворення в складі Зав'яловського району Удмуртії, Росія. Адміністративний центр — село Кіяїк.
Населення — 3190 осіб (2015; 3284 в 2012, 3300 в 2010).

## Історія
Велико-Кіяїцька сільська рада Радянської волості була утворена 1925 року в ході розукрупнення сільрад. Центром сільради було село Великий Кіяїк. В 1929 році сільрада увійшла до складу Іжевського району, в 1964 році — приєднана до Люцької сільської ради. Постановою Уряду РФ від 29 квітня 2002 року сільрада була відновлена.

## Склад
До складу поселення входять такі населені пункти:
| Населений пункт         | Населення, осіб (2010) | Населення, осіб (2012) |
| ----------------------- | ---------------------- | ---------------------- |
| Азіно, село             | 1827                   | 1804                   |
| Великий Кіяїк, присілок | 377                    | 384                    |
| Кіяїк, село             | 1064                   | 1062                   |
| Сентег, присілок        | 32                     | 34                     |

В поселенні діють 3 школи, 3 садочки, 3 ФАПи, 3 клуби, 2 бібліотеки.